# EFA Mobile Zeiten
EFA Mobile Zeiten (bis 2018 EFA-Museum für Deutsche Automobilgeschichte) zeigt im oberbayerischen Amerang eine Chronologie deutscher Oldtimer mit ca. 70 deutschen Autos auf 2000 m² Ausstellungsfläche. 

## Geschichte
Gegründet wurde das Museum im Jahr 1990 von Ernst Freiberger senior (1927–1997), der in Amerang geboren wurde und mit dem Verkauf von Eiscreme zu Wohlstand kam. Im Jahr 1987 verlieh ihm die Gemeinde Amerang die Ehrenbürgerwürde, er beschloss zum Dank, in seinem Heimatort ein Automobilmuseum zu gründen. Betreiber ist die Ernst Freiberger-Stiftung für EFA Mobile Zeiten.
Über einen Audioguide und Monitore erfahren Besucher Details über die Fahrzeuge und die jeweilige Epoche.

Neben den museumseigenen Oldtimern wird die Ausstellung ergänzt durch Leihgaben der Automobilindustrie, des Deutschen Museums in München, des Deutschen Technikmuseums Berlin und von Privatsammlern. Das Museum beherbergt auch eine große Eisenbahnanlage der Spur II mit serienmäßig hergestellten Fahrzeugen. Auf über 500 m² sind 650 m Gleise verlegt.

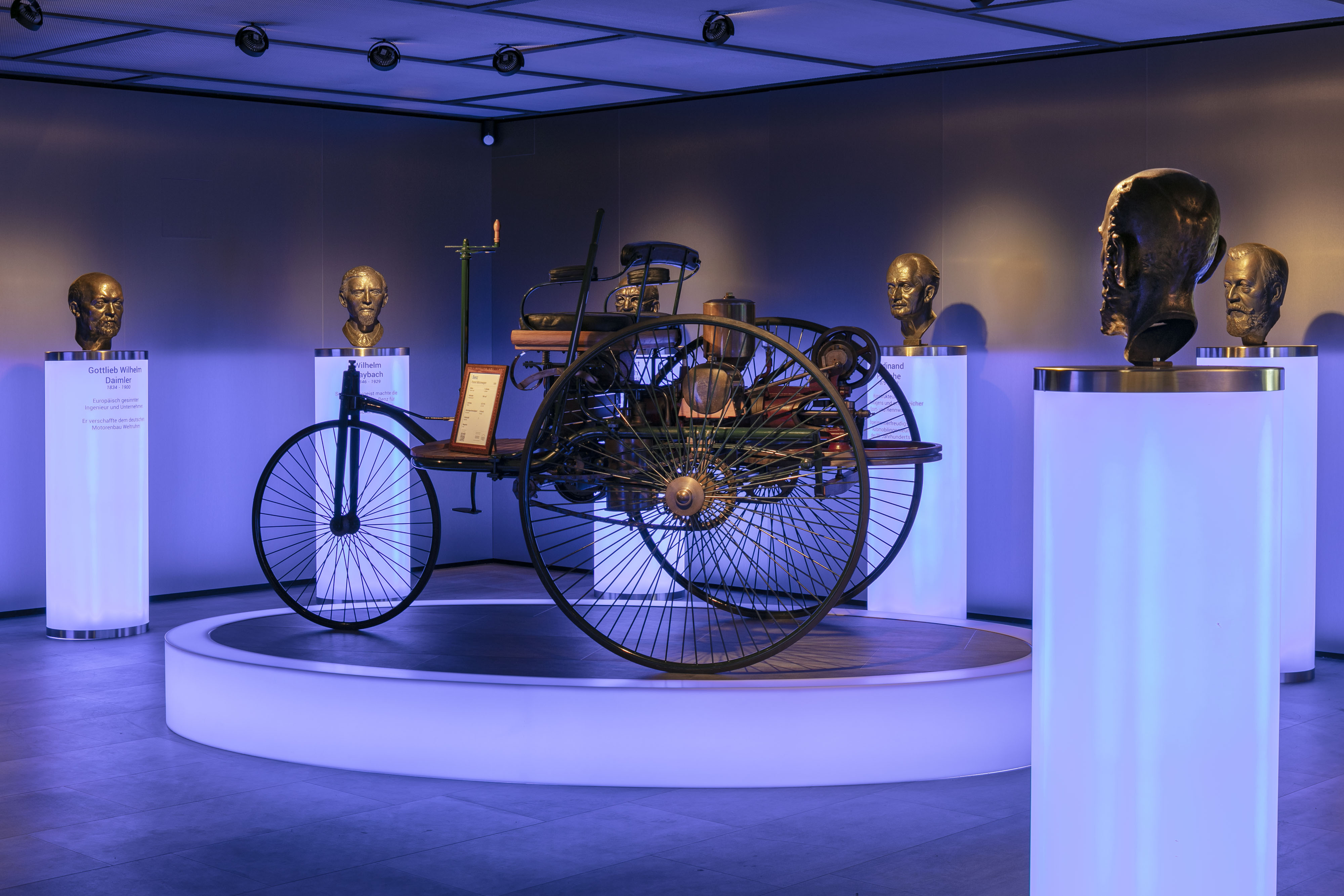
„Hall of Fame“
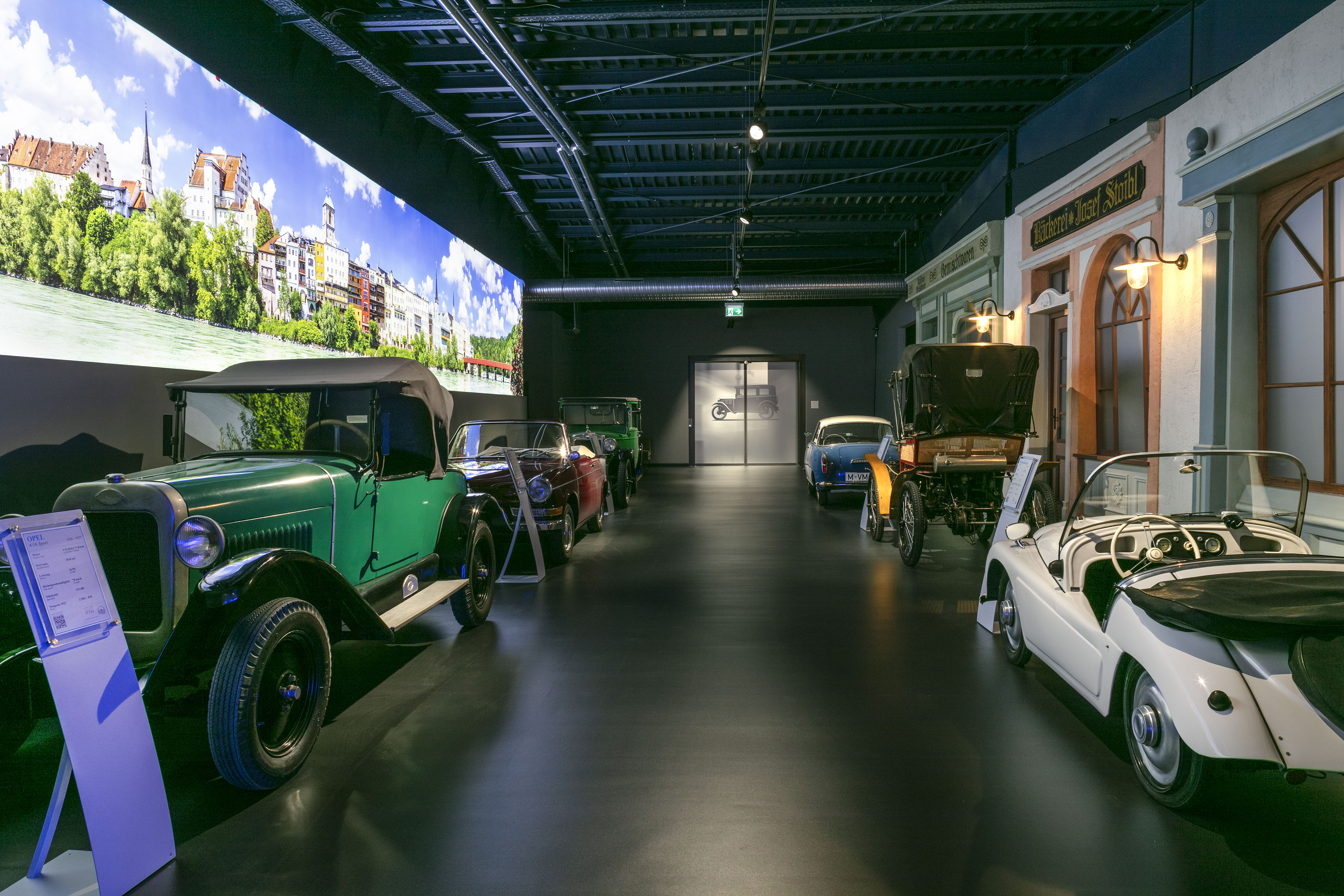
Ausstellungsräume
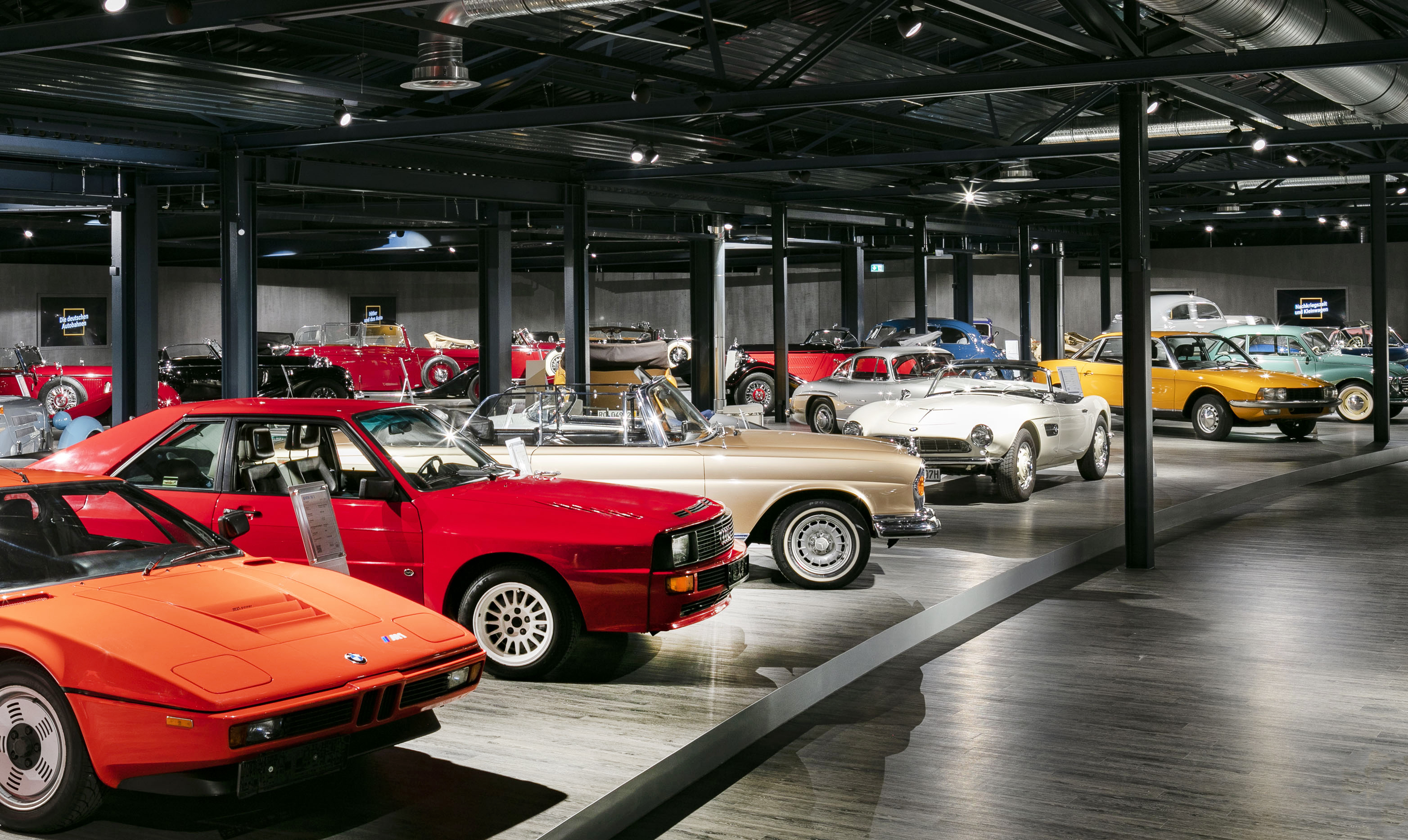
Ausstellungsräume
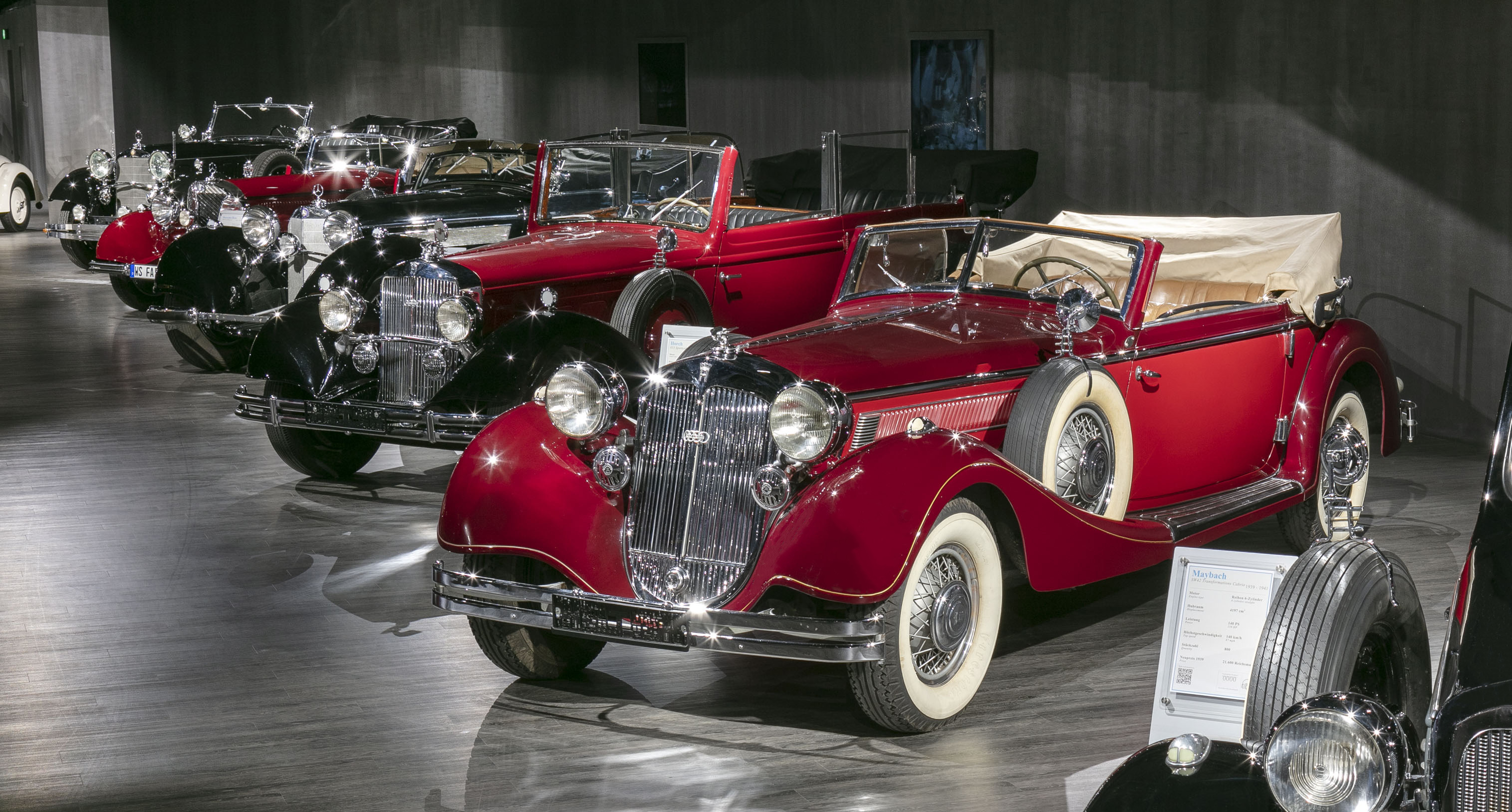
Ausstellungsräume
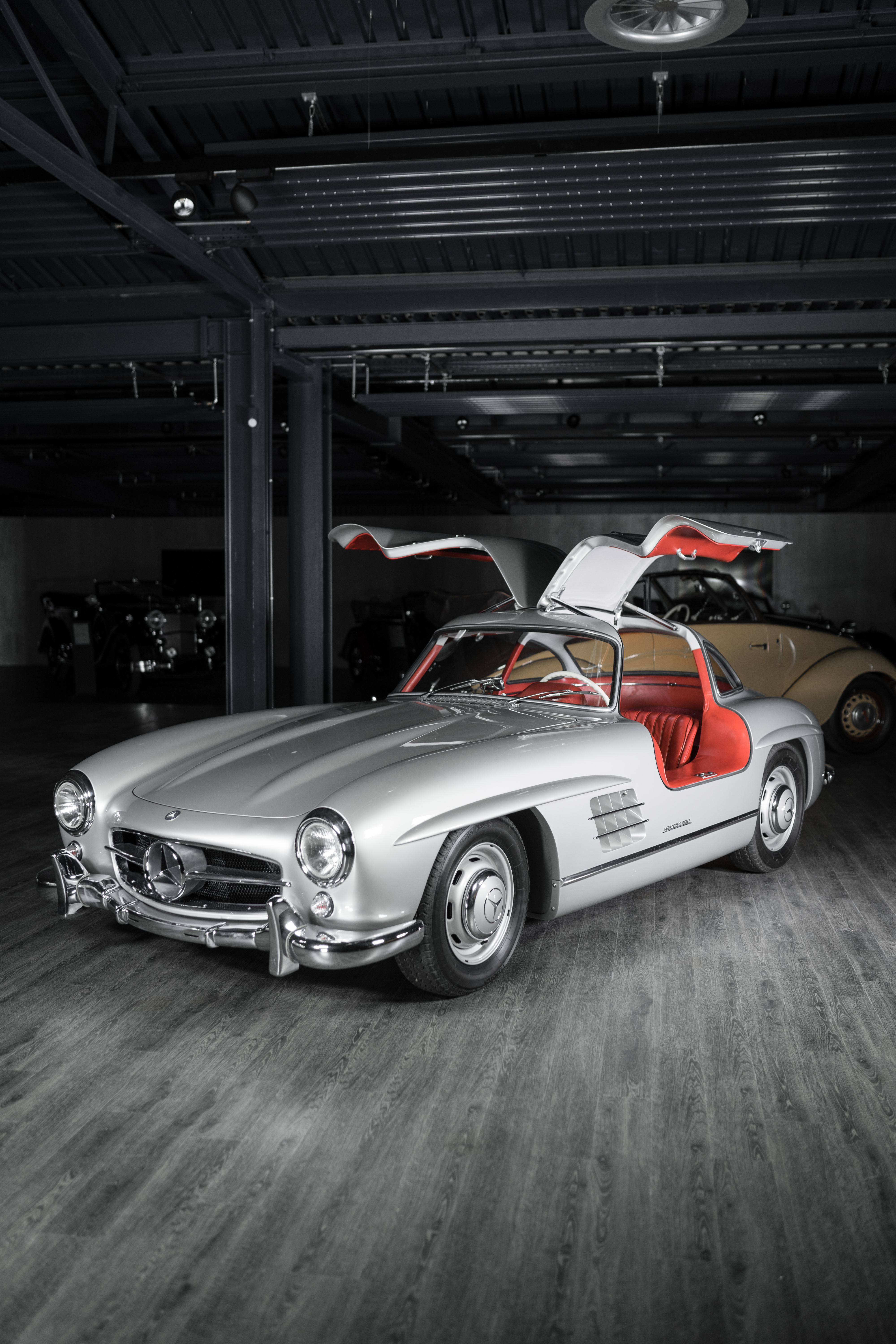
Mercedes-Benz 300 SL Flügeltürer